# Гайнское сельское поселение
Гайнское сельское поселение — упразднённое муниципальное образование в Гайнском районе Пермского края России.
Административный центр — посёлок Гайны.

## История
Образовано в 2004 году. Упразднено в 2019 году в связи с преобразованием муниципального района в единый муниципальный округ.

## Население
| 2010  | 2012  | 2013  | 2014  | 2015  | 2016  | 2017  |
| ----- | ----- | ----- | ----- | ----- | ----- | ----- |
| 5722  | ↘5522 | ↘5413 | ↘5328 | ↘5256 | ↗5269 | ↗5287 |
| 2018  | 2019  |       |       |       |       |       |
| ↘5269 | ↘5208 |       |       |       |       |       |

## Населённые пункты
В состав поселения входили 17 населённых пунктов:
| №  | Населённый пункт | Тип     | Население |
| -- | ---------------- | ------- | --------- |
| 1  | Анкудиново       | деревня | 4         |
| 2  | Базуево          | деревня | 26        |
| 3  | Васькино         | деревня | ↘26       |
| 4  | Гайны            | посёлок | ↘3869     |
| 5  | Данилово         | деревня | 222       |
| 6  | Елево            | деревня | 51        |
| 7  | Исаево           | деревня | 7         |
| 8  | Модоробо         | деревня | 6         |
| 9  | Сосновая         | посёлок | 209       |
| 10 | Тиуново          | деревня | 22        |
| 11 | Тыла             | деревня | 11        |
| 12 | Усть-Весляна     | посёлок | 183       |
| 13 | Усть-Чукурья     | деревня | 4         |
| 14 | Харино           | посёлок | 823       |
| 15 | Чажегово         | деревня | 63        |
| 16 | Шипицыно         | деревня | 15        |
| 17 | Шумино           | деревня | 0         |

### Упразднённые населённые пункты
В 2008 году упразднены как фактически прекратившие существование и исключены из учётных данных деревни Агафоново и Чуршино.